# Colaniella
Permodiscus es un género de foraminífero bentónico de la familia Colaniellidae, de la superfamilia Colanielloidea, del suborden Fusulinina y del orden Fusulinida. Su especie tipo es Pyramis parva. Su rango cronoestratigráfico abarcaba el Lopingiense (Pérmico superior).

## Clasificación
Permodiscus incluye a las siguientes especies:
- Colaniella bozkiri
- Colaniella cuneiformis
- Colaniella cylindrica
- Colaniella leei
  - Colaniella leei bassoulleti
  - Colaniella leei marcouxi
- Colaniella lepida
- Colaniella minima
- Colaniella minuta
- Colaniella neijiagouensis
- Colaniella parva
- Colaniella primoriensis
- Colaniella pseudolepida
- Colaniella pseudominima
- Colaniella pulchra
- Colaniella shanxiensis
- Colaniella turris
- Colaniella xikouensis
- Colaniella zaluchense
- Colaniella zhenanensis